# Giorgio Cancellieri
Giorgio Cancellieri (Pieve Torina, 27 novembre 1936) è un generale e magistrato italiano.

## Biografia
Allievo dell'Accademia militare di Modena nel 1957, al termine del quadriennio Accademia - Scuola di Applicazione d'arma di Torino viene assegnato alla Divisione "Folgore" per essere poi nominato ufficiale dei Carabinieri nel 1962.
Nell'Arma assume l'incarico di Comandante della Tenenza di Perugia, poi viene destinato in incarichi di comando territoriale a Firenze e quindi a Torino. Successivamente frequenta il corso per pilota di elicotteri e poi i corsi di Stato Maggiore e Superiore di Stato Maggiore presso la Scuola di guerra dell'Esercito di Civitavecchia, conseguendo l'omonimo titolo (t.SG).
Nel ventennio 1980-2000, con una cadenza quasi biennale, assolve importanti e delicati incarichi di comando e di Stato Maggiore a  Pratica di Mare (aeroporto),  a Genova, a Cagliari, a Palermo, a Padova e a Roma quali quello di Comandante della Provincia di Genova, della Legione Sardegna, della Regione Siciliana, della Divisione territoriale del Nord-Est, della Divisione Unità mobili e speciali, del Comando delle Scuole dell'Arma nonché quello di  Capo di Stato Maggiore del Comando Generale e successivamente di Vice Comandante Generale dell'Arma dei Carabinieri.
Il 15 gennaio 1993 annunciò in conferenza stampa l'arresto di Totò Riina, capo assoluto di Cosa nostra, accennando per la prima volta sull'esistenza di una trattativa Stato-mafia, quale "piano strategico" avviato dal boss "per la liquidazione di un'epoca di lutti e stragi".
Nel 2001 al termine della carriera militare - dopo aver raggiunto il grado vertice di generale di corpo d'armata -  viene nominato dal Governo consigliere della Corte dei conti.
È membro del Pio Sodalizio dei Piceni in Roma.